# Carola Rackete
Carola Rackete, née le 8 mai 1988 à Preetz (Allemagne de l'Ouest), est un capitaine de navire et une activiste allemande. Elle est connue pour avoir forcé le blocus italien en juin 2019, aux commandes du navire humanitaire Sea-Watch3, à la suite de quoi elle est arrêtée et poursuivie par la justice italienne, avant que celle-ci n'invalide son arrestation et n'abandonne les poursuites. 
Elle devient eurodéputée au Parlement européen à la suite des élections européennes de juin 2024, auxquelles elle était candidate pour la liste Die Linke. 

## Biographie

### Études et expéditions scientifiques
Carola Rackete naît le 8 mai 1988 à Preetz,, près de Kiel, dans le nord de l'Allemagne de l'Ouest,, et grandit à Hambühren (Basse-Saxe). Son père est ingénieur électricien et lieutenant-colonel à la retraite ; sa mère est comptable. Elle est victime de harcèlement pendant son adolescence.
Après un bachelor en sciences nautiques à l'université de Jade à Elsfleth, en Basse-Saxe, elle navigue deux ans durant pour des expéditions scientifiques en Arctique et en Antarctique dans le cadre des actions de l’Institut allemand Alfred Wegener pour la recherche polaire et marine,,. Elle travaille brièvement pour une entreprise de croisières de luxe puis accompagne un navire océanographique de Greenpeace et effectue enfin un service volontaire européen au sein du parc naturel des volcans du Kamtchatka, avant de reprendre ses études en 2015 et d'obtenir un Master en management environnemental à l’université Edge Hill (Royaume-Uni),. Carola Rackete travaille quelques mois pour le British Antarctic Survey, qui mène des recherches scientifiques en Antarctique, avant de s'engager dans l'humanitaire.

### Engagement humanitaire
Elle participe pour la première fois en juin 2016 à une mission de secours en mer de personnes migrantes en Méditerranée avec l'ONG humanitaire allemande Sea-Watch,.
En 2018, Carola Rackete prend également part à des recherches de naufragés depuis un aéronef, le Colibri, pour l'ONG française Pilotes volontaires,,.
Le 12 juin 2019, alors qu'elle est aux commandes du Sea-Watch 3, le navire utilisé par l'ONG Sea-Watch, celui-ci recueille 53 personnes installées sur un canot pneumatique à la dérive en haute mer. Depuis juin 2018, le centre de secours de Rome renvoie vers celui de Tripoli, renvoi dont la licéité est très controversée étant donné les exactions commises par les garde-côtes libyens, accusés de crimes graves contre les migrants, y compris de torture et d'exécutions sommaires. Carola Rackete ne suit pas les ordres des garde-côtes libyens qui veulent faire débarquer les rescapés à Tripoli, au motif que la capitale libyenne comme l'ensemble du pays ne sont pas considérés par l'ONU comme un « port sûr » (lieu approprié pour faire débarquer des rescapés en droit de la mer),. Elle dirige à l'inverse le Sea-Watch 3 vers l'île italienne de Lampedusa, mais le gouvernement italien et notamment son ministre de l'Intérieur Matteo Salvini lui interdisent de pénétrer dans l'espace maritime national, refusant d'accueillir les rescapés, à l'exception de onze d'entre eux.
Après un recours infructueux auprès de la Cour européenne des droits de l'homme et alors que le blocage du navire humanitaire est au centre de l'attention médiatique européenne, et sans réponse de la France à sa demande d’accostage à Marseille, Carola Rackete décide le 26 juin de forcer le blocus italien : le Sea-Watch 3, avec à son bord une dizaine de membres d'équipage et 42 migrants, pénètre dans les eaux italiennes en dépit des injonctions de la police douanière et financière et se dirige vers le port de Lampedusa. Elle explique : « Peu importe comment tu arrives dans une situation de détresse. Les pompiers s’en moquent, les hôpitaux s’en moquent, le droit maritime s’en moque. Si tu as besoin d’être secouru, tout le monde a le devoir de te secourir. » Cette action fait peser un risque juridique sur le capitaine (potentielle amende de 50 000 euros et jusqu'à quinze ans de prison) ainsi que sur le navire (confiscation) en raison d'un décret de Matteo Salvini entré en vigueur début juin. Ce passage en force de Carola Rackete est en outre controversé, notamment en Italie où une partie des médias et de la population fait part de son admiration pour l'engagement humanitaire de l'Allemande tandis que l'autre partie conspue son attitude. Le ministre Matteo Salvini déclare notamment après qu'elle a forcé le blocus : « Ceux qui se foutent des règles doivent en répondre, je le dis aussi à cette emmerdeuse de capitaine du Sea-Watch qui fait de la politique sur la peau des immigrés, payée par on ne sait qui. »
Carola Rackete entre en force dans le port de Lampedusa après deux jours d'attente, dans la nuit du 28 au 29 juin, et est arrêtée pour aide à l’immigration clandestine et non-respect de l'ordre d'un navire militaire italien de ne pas pénétrer dans les eaux territoriales italiennes,,,. Elle est assignée à résidence à Lampedusa. Le chef de la diplomatie allemande Heiko Maas demande une « clarification rapide » des accusations pesant contre elle et rappelle que le sauvetage en mer est une obligation, avant de déclarer le 1er juillet que la ressortissante allemande devait être libérée,. Des ONG dénoncent un « déni du droit de la mer [et] des conventions de Genève de 1951 sur le droit des réfugiés ».
La décision de Carola Rackete est également considérée comme révélatrice de problèmes géopolitiques et diplomatiques européens. Tandis que Matteo Salvini reproche leur silence à l'Allemagne et aux Pays-Bas qui devraient selon lui accueillir les migrants, Le Monde estime que « Mme Rackete a rappelé à tous l’existence de conventions internationales et un certain nombre de vérités » et que Matteo Salvini « continue à accuser l’Europe d’inertie, et le silence des instances européennes et des partenaires de l’Italie, depuis des mois, l’aide à installer cette idée ».
La capitaine est déclarée libre par une juge italienne le 2 juillet 2019, les deux chefs d'arrestation « résistance avec violence envers un navire de guerre » et « obstruction à la force publique » n'étant pas retenus : la juge estime notamment que le décret italien de Matteo Salvini n'est « pas applicable aux actions de sauvetage »,. Carola Rackete demeure néanmoins sujette à une enquête pour « aide à l'immigration clandestine », pour laquelle elle est convoquée le 9 juillet. Elle explique au Spiegel que la collision avec le bateau des douaniers italiens était un accident, et annonce que si les poursuites contre elles sont abandonnées, elle reprendra la mer,. Un de ses avocats annonce qu’elle portera plainte contre Matteo Salvini pour diffamation.
Elle raconte son engagement et les trois semaines pendant lesquelles elle a été capitaine du Sea-Watch 3 dans son livre « Il est temps d'agir », traduit en français par les éditions de l'Iconoclaste.
Le 23 décembre 2021, le tribunal d’Agrigente abandonne toutes les poursuites contre Carola Rackete.

### Engagement politique
Pour l'élection européenne de 2024, elle est nommée en Allemagne en deuxième position pour la liste Die Linke, juste après Martin Schirdewan. Dans ce cadre, Carola Rackete suggère que le parti devrait envisager de se distancier de son passé stalinien. Après avoir reçu des critiques au sein du parti, elle s'excuse et prend ses distances avec ses propres déclarations, affirmant que « Die Linke a fait face à son passé ». 
Elle devient eurodéputée à la suite de l'élection, aux côtés de deux autres candidats de la liste Die Linke.

## Distinctions
La maire de Paris Anne Hidalgo souhaite remettre la  médaille Grand Vermeil, la plus haute distinction de la ville, aux deux capitaines du bateau Sea-Watch 3, Carola Rackete et Pia Klemp, pour réaffirmer son « soutien aux femmes et hommes qui œuvrent au sauvetage des migrants au quotidien »,. Toutes deux refusent cette décoration, dénonçant l'hypocrisie de la ville de Paris.
En 2021, Carola Rackete reçoit les insignes de docteur honoris causa de l'université de Namur.

### Liens  externes
- (de + en) Site officiel
- Ressource relative à la vie publique :   - Parlement européen
- Ressource relative à la musique :   - MusicBrainz
- Ressource relative à l'audiovisuel :   - IMDb
- Notice dans un dictionnaire ou une encyclopédie généraliste :   - Munzinger
- Notices d'autorité :   - VIAF
  - ISNI
  - BnF (données)
  - IdRef
  - LCCN
  - GND
  - Pays-Bas
  - Pologne
  - Catalogne